# Kruševo (Foča, BiH)
Kruševo je naseljeno mjesto u općini Foča, Republika Srpska, BiH. Nalaze se s lijeve strane rijeke Sutjeske, jedan kilometar sjeverno od Nacionalnog parka Sutjeska.
Godine 1962. pripojeno mu je naselje Basarići.

## Stanovništvo
| Narod     | Popis 1961. | Popis 1971. | Popis 1981. | Popis 1991. |
| --------- | ----------- | ----------- | ----------- | ----------- |
| Hrvati    |             |             |             | 2           |
| Muslimani | 249         | 339         | 383         | 357         |
| Srbi      | 9           |             | 8           | 12          |
| ostali    | 1           |             | 12          | 6           |
| Ukupno    | 259         | 339         | 403         | 377         |